# Barichneumonites sphaeriscutellatus
Barichneumonites sphaeriscutellatus är en stekelart som beskrevs av Heinrich 1934. Barichneumonites sphaeriscutellatus ingår i släktet Barichneumonites och familjen brokparasitsteklar. Utöver nominatformen finns också underarten B. s. mengkokae.